# Gyokutō
Gyokutō (玉東町, Gyokutō-machi) est un bourg situé dans le district de Tamana (préfecture de Kumamoto), au Japon.